# Аннино (Михайловский район)
Аннино — село Слободского сельского поселения Михайловского района Рязанской области России.

## Основные сведения
Село расположено у восточного подножия среднерусской возвышенности на берегу р. Лубянка при Анинском пруде.
Аннино находится в 19 км к юго-востоку от Михайлова, на юге граничит с п. Мишино. На юго-западе в 11 км от села проходит федеральная трасса E 119 Р22 Москва — Тамбов — Волгоград — Астрахань, а в 17 км проходит Павелецкое направление Московской железной дороги. Ближайшие станции — Голдино и Бояринцево.
Высота центра населённого пункта составляет 161 м.
Климат
Климат умеренно континентальный, характеризующийся тёплым, но неустойчивым летом, умеренно-суровой и снежной зимой. Ветровой режим формируется под влиянием циркуляционных факторов климата и физико-географических особенностей местности. Атмосферные осадки определяются главным образом циклонической деятельностью и в течение года распределяются неравномерно.
Согласно статистике ближайшего крупного населённого пункта — г. Рязани, средняя температура января −7.0 °C (днём) / −13.7 °C (ночью), июля +24.2 °C (днём) / +13.9 °C (ночью).
Осадков около 553 мм в год, максимум летом.
Вегетационный период около 180 дней.

## Население
| 1859 | 1906 | 2007 | 2010 |
| ---- | ---- | ---- | ---- |
| 369  | ↗479 | ↘107 | ↘90  |

## История
Деревня Аннинская впервые упоминается в 1611 году.
В 1614 году деревня была за князем С. Н. Гагариным, а ранее являлась вотчиной И. И. Дмитриева. В 1628 году Аннинская все ещё находится во владении Гагариных. В первой трети XVII века село принадлежит боярину, бывшему в разное время воеводой в Торопце, Белеве, Верхотурье князю С.Н. Гагарину. В первой половине XVIII века усадьбой владел поручик князь П.И. Гагарин, женатый на М.М. Грушецкой (1719-1791). Далее их сын подполручик князь Н.П. Гагарин (1755-до 1800). В середине и второй половине XIX века штабс-капитан Я.В. Секирин (ум. до 1886) и далее его вдова Н.П. Секирина, владевшая усадьбой и в начале XX века.
В 1760 году после построения каменной церкви в честь «Воздвижения Креста Господня» деревня становится селом и именуется Воздвиженское.
22 апреля 1905 года произошли волнение крестьян в имении помещика Б. Тржецака.
В июне 1906 года — вновь массовые выступления крестьян (самовольный покос лугов).
До 1924 года село входило в состав Мишинской (Печерниковской) волости.
В 1929 году село упоминается с двойным названием — Аннино (Воздвиженское). В тот момент в нём проживало 720 человек.
Большинство жителей занималось земледелием, но некоторые осенью уходили в города на заработки.
До муниципальной реформы 2006 года село входило в Мишинский сельский округ.

## Этимология
- Название селения произошло от фамилии землевладельца Анненского[11].
- Старожилы говорят, что по соседству некогда жили две сестры — Марья и Анна. По их именам и стали называться селения — Марьино и Аннино[12].
- Название селения по имени основательницы починка Анны[13].

## Церковь Воздвижения Креста Господня
Вероятно, деревянная церковь была построена в середине XVII века. Скромный храм простоял до середины XVIII века, а затем пришёл в негодность и был разрушен.
В 1760 году князь Н. П. Гагарин построил каменную 4-xпрестольную церковь. Церковь представляла собой продолговатое здание с алтарным полукружием и колокольней. Внутри было три части — алтарь, средняя часть и трапеза, отделенная каменной аркой. Снаружи и внутри стены были покрыты штукатуркой. На стенах за южным и северным клиросами находились надписи об умерших родственниках князей Гагариных. Над главным престолом была устроена деревянных сень, стоящая на четырёх столбах. Одноярусный иконостас украшен иконами местного письма.
В 1873 году в церкви значились священник и псаломщик.
За церковью числилось 40 га земли, которая сдавалась в аренду и приносила доход.
К тому же Святейший Синод ежегодно отчислял в пользу церкви 150 рублей.
По данным за 1890 год в церкви было 897 православных прихожан.
После революции 1917 года храм был закрыт, разорён и разрушен.
Престолы
- св. Иоанна Богослова (уничтожен в 1795 году).
- св. Димитрия Ростовского (уничтожен в 1795 году).
- св. Николая Чудотворца.

Состав прихода
- с. Аннино.
- д. Марьино

Ценности и документы
- Евангелие 1698 года издания.
- Метрические книги (с 1802 года).